# Міпхам Ванґюр Г'ялпо
Міпхам Ванґюр Г'ялпо (бл. 1589 — бл. 1613) — 12-й десі (регент-володар) Тибету в 1603/1604—1613 роках. Відомий також як Нґагі Вангчук Дракпа Г'ялцен Пал Санпо.

## Життєпис
Належав до династії Пагмодрупа. Син Намг'ял Рабтена. 1603 або 1604 року після смерті десі і гонгми (царя) Нгавана Дракпи Г'ялцена спадкував владу. Відмовився від підтримки сект Каг'ю, обравши своєю опорою секту Гелуг. Невдовзі урочисто прийняв в Лхасі Далай-ламу IV.
Втім невдовзі стикнувся з Карма Тенсуном, володаря Цангу і прихильника секти Карма Каг'ю. 1605 року війська останнього атакували регіон Уй. Його війська дійшли до Пханьюли. Бої тривали наступні 2 роки, поки не почалися перемовини з фортеці Гонгґара. що не змогли відновити мир. Влада Міпхама Ванґюра Г'ялпо в Уї поступово занепадала: посилилися місцеві клани, що ставали фактично напівнезалежними князівствами.
У 1610 року брав участь у війні проти Карма Тенсуна, який став поступово захоплювати Уй. Помер 1613 року під час однієї з військових кампаній або від епідемії віспи. Йому спадкував родич Міпхам Сонам Ванчук.